# Городское поселение посёлок Ивня
Городско́е поселе́ние «Посёлок И́вня» — муниципальное образование в Ивнянском районе Белгородской области.
Административный центр — посёлок городского типа Ивня.

## История
Городское поселение «Посёлок Ивня» образовано 20 декабря 2004 года в соответствии с Законом Белгородской области № 159.

## Население
| 2010  | 2012  | 2013  | 2014  | 2015  | 2016  | 2017  | 2018  | 2019  |
| ----- | ----- | ----- | ----- | ----- | ----- | ----- | ----- | ----- |
| 8578  | ↘8475 | ↘8358 | ↘8279 | ↘8195 | ↘8128 | ↘8020 | ↘7935 | ↘7808 |
| 2020  | 2021  |       |       |       |       |       |       |       |
| ↘7649 | ↗7748 |       |       |       |       |       |       |       |

## Состав городского поселения
| № | Населённый пункт | Тип населённого пункта      | Население |
| - | ---------------- | --------------------------- | --------- |
| 1 | Ивня             | пгт, административный центр | ↗7134     |
| 2 | Кировский        | посёлок                     | ↘130      |
| 3 | Павловский       | посёлок                     | ↘9        |
| 4 | Студенок         | село                        | ↘108      |
| 5 | Студенской       | посёлок                     | ↘21       |
| 6 | Федчевка         | село                        | ↘377      |